# Baie Antarctique
Pour les articles homonymes, voir Antarctique (homonymie).
La baie Antarctique (en danois : Antarctic Bugt), est une baie de la mer du Groenland en péninsule de la Terre du Prince héritier Christian, sur la Terre du roi Frédéric VIII, au nord-est du Groenland. 
Administrativement, la baie et ses environs appartiennent au parc national du Nord-Est du Groenland.

## Histoire
La baie a été nommée lors de l'expédition Danmark (1906-1908), en l'honneur du navire d'Alfred Gabriel Nathorst, l' Antarctic.

## Géographie
La baie Antarctique s'ouvre sur le détroit de Fram. Elle se situe entre la Terre d'Amdrup à l'ouest et la calotte glaciaire de Flade Isblink au nord. C'est une baie assez large, avec le Nordostrundingen à environ 50 km au nord-est de sa pointe nord-est. Les eaux de la baie sont obstruées par la banquise côtière toute l'année.
|  |  |